# ベラルーシ人
ベラルーシ人（ベラルーシじん、ベラルーシ語:беларусыビェラルースィ；ベラルーシ語のラテン文字:biełarusyビェワルースィ；英語:Belarusians；ポーランド語:Białorusiniビヤロルシ二;ロシア語:белорусыビラルースィ）は、東スラヴ人に属する、ベラルーシの人口の大半を占める民族である。ベラルーシ近隣のポーランド、ロシア、リトアニア、ウクライナにも居住している。20世紀初頭には、アメリカ、ブラジル、カナダに多く移住した。ソビエト連邦が崩壊した1990年代初頭からは、数十万人のベラルーシ人がEU、アメリカ、カナダ、ロシアに移住している。

## 概要
ベラルーシの公用語はベラルーシ語とロシア語であり、ベラルーシ国内に住むベラルーシ人の多くはロシア語が堪能である。日常生活においても主にロシア語を用いる（特にミンスクなどの主要都市）。ベラルーシ語は学校等で教えられているが、日常会話で使われる機会は少なく、また出版物も少ない。例えば新聞は、一紙ベラルーシ語で書かれたものがあるのみである。
ベラルーシの「ベラ」は「白」を表す。そのため、ベラルーシ人はしばしば「白ロシア人」とも呼ばれる。この「白」は彼らが着ている真っ白な民族衣装を表すとも、タタール人やモンゴル人といった東方民族に侵されていないという純潔さを表すともされる。「白ロシア人」という用語は過去に西側諸国によって使われていたが、「白ロシア人」がロシア人の一部を表すと勘違いされることが多かったために、ベラルーシはこの用語の使用には反対していた。

## 歴史
ベラルーシ国民は古くからこの地に生活していた東スラヴ系の諸部族であるルーシ人（ルテニア人）の北部集団がルーツであると考えられており、古くはキエフ大公国を構成する諸公国を支えていた。その後、この地域を長く支配したリトアニア大公国においては、ルーシのより南部の地域に属していたルテニア人の南部集団とは異なる文化を育んできた。この地域がリトアニア大公国であった時代には、大公国においてリトアニア人に対して人口に勝るベラルーシ人の貴族が実権を握るようになり、のちには大公国とポーランド王国との合同により大半がポーランド化してシュラフタ（俗に言う「ポーランド貴族」）となった。この時代、ベラルーシ人という名称は用いられておらず、ルーシ人、あるいは南部のルーシ人と区別してリトアニア人と呼ばれていた。ただし、この場合のリトアニア人はいわば「リトアニア大公国人」という意味であり、今日のリトアニア人ではない。
第一次世界大戦とロシア革命により、それまでこの地を支配してきたロシア帝国が崩壊すると、続くロシア臨時政府には諸民族を束ねるほどの求心力がなく、民族の独立気運が高まった。ボリシェヴィキ政府が成立すると独立運動は本格化し、ブレスト＝リトフスク条約によってロシアの支配は終わった。この条約によって国際的に白ロシア（ベラルーシ）国家の建設が認められ、現在のベラルーシ共和国に相当する地域のルテニア人農民階級は彼らの民族国家を手に入れることができた。はじめはドイツ帝国軍の占領下にその軍事力を背景とした「ベラルーシ人民共和国」を設立したがボリシェヴィキとの闘争に敗れ、ボリシェヴィキ系の「白ロシア・ソビエト社会主義共和国」が建国された。この国は1919年から1991年まで存在し、1923年からはソビエト連邦を構成する共和国となった。ベラルーシが完全に独立することになったのはソ連が崩壊した後であった。

## 遺伝子
ベラルーシ人にはインド・ヨーロッパ語族スラブ語派を特徴づけるハプログループR1a (Y染色体)が39.0～51.0%の高頻度で観察される。
さらに、同じ東スラヴ諸族の中でもロシア人、ウクライナ人と異なり、ルシン人とともに西進したテュルク系とモンゴル系などの異民族との混血は少なく、コーカソイドの遺伝子を濃厚に残している特徴がある。